# رضامحمد سلیمانی
رضامحمد سلیمانی سرتیپ سپاه پاسداران انقلاب اسلامی بود، که تا پیش از درگذشت به‌عنوان معاون بازرسی کل سپاه پاسداران فعالیت می‌کرد.
وی فعالیت نظامی را در خلال جنگ ایران و عراق در نیروی زمینی سپاه پاسداران آغاز کرد. او از ۱۳۷۹ تا ۱۳۸۳ جانشین فرمانده لشکر ۱۹ فجر بود و با حفظ سمت از ۱۳۸۱ تا ۱۳۸۲ به‌عنوان مدیرعامل باشگاه فوتبال فجر سپاسی فعالیت می‌کرد.
سلیمانی از ۱۳۸۳ تا ۱۳۸۵ جانشین فرمانده لشکر ۱۴ امام حسین بود، از ۱۳۸۵ تا ۱۳۸۶ به‌عنوان فرمانده دانشکده توپخانه و موشک‌های امیرالمؤمنین فعالیت می‌کرد، از ۱۳۸۶ تا ۱۳۸۷ فرمانده تیپ ۴۴ قمر بنی‌هاشم بود و در فاصله سال‌های ۱۳۸۷ تا ۱۳۹۵ فرماندهی سپاه قمر بنی‌هاشم چهارمحال و بختیاری را برعهده داشت. وی از ۱۳۹۵ تا ۱۳۹۸ معاون بازرسی سازمان بسیج بود و از اردیبهشت ۱۳۹۸ معاون بازرسی فرمانده کل سپاه پاسداران بود. سلیمانی در بامداد پنجشنبه ۱۱ مرداد ۱۴۰۳ درگذشت. پیکر او پس از تشیع در گلستان شهدای اصفهان به خاک سپرده شد.